# 帕爾汶·巴比
帕爾汶·巴比（英語：Parveen Babi，1954年4月4日—2005年1月20日）是印度电影女演員。在七十至八十年代，巴比是宝莱坞最受欢迎的女演員之一。她演出了多部大热电影，包括：Deewaar,、Amar Akbar Anthony、Namak Halaal、Suhaag和Shaan。当时她改变了宝莱坞女星的傳統打扮風格，開始了西式華麗的時尚風格。巴比亦是首位登上時代雜誌封面的印度演員。
巴比來自印度一个普什图族人家庭，但后来改宗基督教。她生前被診斷患有精神分裂症。2005年，她在家中去世。

## 外部連結
- 帕爾汶·巴比在互联网电影资料库（IMDb）上的資料（英文）